# NGC 4620
NGC 4620 este o galaxie lenticulară situată în constelația Fecioara. A fost descoperită în 29 martie 1830 de către John Herschel. Se află la o distanță de 21,38 de megaparseci de Pământ.